# Diecéze Altoona-Johnstown
Diecéze Altoona-Johnstown je římskokatolická diecéze nacházející se v Spojených státech amerických.

## Území
Zahrnuje území okresů Bedford County, Blair County, Cambria County, Centre County, Clinton County, Fulton County, Huntingdon County a Somerset County státu Pensylvánie.
Biskupským sídlem je město Altoona, kde se nachází hlavní chrám, katedrála Nejsvětější svátosti. Ve městě Johnstown se nachází konkatedrála svatého Johna Gualberta.

## Historie
Diecéze byla zřízena 30. května 1901 brevem Ad supremum Apostolatus papeže Lva XIII. z části území diecéze Harrisburg a Pittsburgh.
Dne 9. října 1957 byla diecéze dekretem o In Altunensis Kongregace konzistoře přejmenována na současný název.

## Seznam biskupů
- Eugene Augustine Garvey (1901–1920)
- John Joseph McCort (1920–1936)
- Richard Thomas Guilfoyle (1936–1957)
- Howard Joseph Carroll (1957–1960)
- Joseph Carroll McCormick (1960–1966)
- James John Hogan (1966–1986)
- Joseph Victor Adamec (1987–2011)
- Mark Leonard Bartchak (od 2011)